# 王敏 (平面设计师)
王敏（1956年—），山东省烟台市人，中国艺术家，现任中央美术学院设计学院院长、教授。
王1982年毕业于中国美术学院，后留校任教，次年赴柏林、慕尼黑等地游学，1986年考入耶鲁大学，1988年毕业后留在耶鲁大学艺术学院任教，后曾出任Adobe公司设计总监，2003年出任中央美术学院设计学院院长。2006年十月起任北京奥组委形象与景观艺术总监。2006年被中国教育部评为长江特聘教授。2007年当选为“国际平面设计联合会”（ICOGRADA，the International Council of Graphic Design Associations) 副主席。国际平面设计师协会 （AGI，Alliance Graphique Internationale） 会员。